# Frank Pace junior

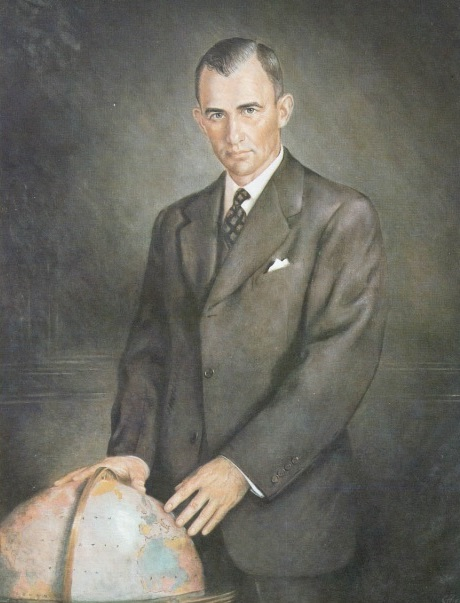
Frank Pace junior

Frank Pace junior (* 5. Juli 1912 in Little Rock, Arkansas; † 8. Januar 1988 in Greenwich, Connecticut) war ein US-amerikanischer Regierungsbeamter und Geschäftsmann.
Pace besuchte die Hill School in Pottstown (Pennsylvania). Er graduierte 1933 an der Princeton University und 1936 an der Harvard University. Seine Laufbahn im öffentlichen Dienst begann er 1936 als stellvertretender Bezirksstaatsanwalt in Arkansas. Schon zwei Jahre später, 1938, wechselte er in die Finanzbehörde des Staates. 1942 diente er in der United States Army, wo er den Dienstgrad eines Leutnants (Second Lieutenant) trug. Er verblieb bis zum Kriegsende 1945 im Air Transport Command der USAAF und erreichte den Rang eines Majors.
Im Jahr 1945 verließ er die Armee und kehrte er in den öffentlichen Dienst zurück. Dort wurde er stellvertretender Justizminister und später Chefassistent des Postministers. 1948 wechselte er dann nach zum Office of Management and Budget, zuerst als stellvertretender Direktor und später als Direktor. Am 12. April 1950 wurde er zum Heeresstaatssekretär ernannt. Seine Amtszeit belief sich bis zum 20. Januar 1953. Zwischen 1953 und 1962 war er Geschäftsführer der General Dynamics Corporation. Danach wurde er zum designierten Verwalter der Emergency Transport Agency gewählt, Teil einer geheimen Gruppierung, welche durch Präsident Dwight D. Eisenhower 1958 geschaffen wurde, um für den Fall eines nationalen Notfalls dienen zu können. Diese Gruppierung war als Eisenhower Ten bekannt. Ebenfalls 1958 wurde Pace in die American Academy of Arts and Sciences gewählt. Pace war der erste Vorsitzende des Corporation for Public Broadcasting (CPB) zwischen 1968 und 1972.
Pace starb am 8. Januar 1988 im Alter von 75 Jahren in Greenwich.